# 京醤肉絲
- 京醤肉糸
- 京醬肉絲
- 京醤肉絲

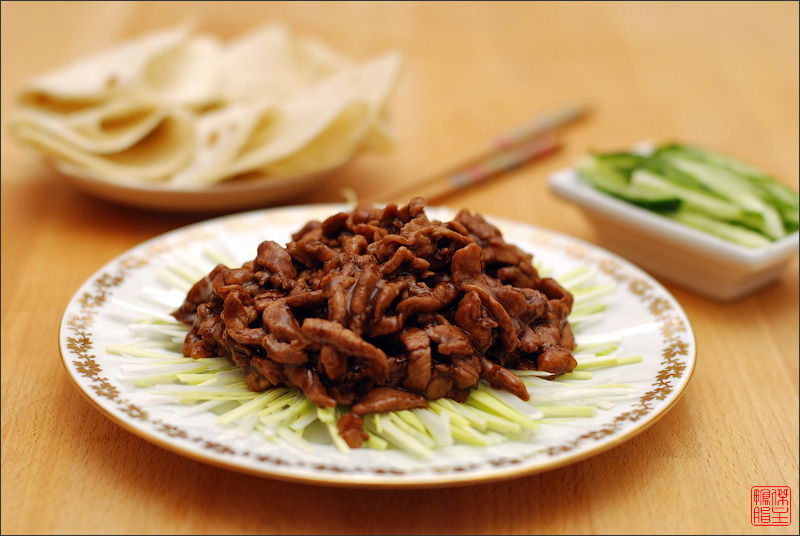
京醤肉絲の例

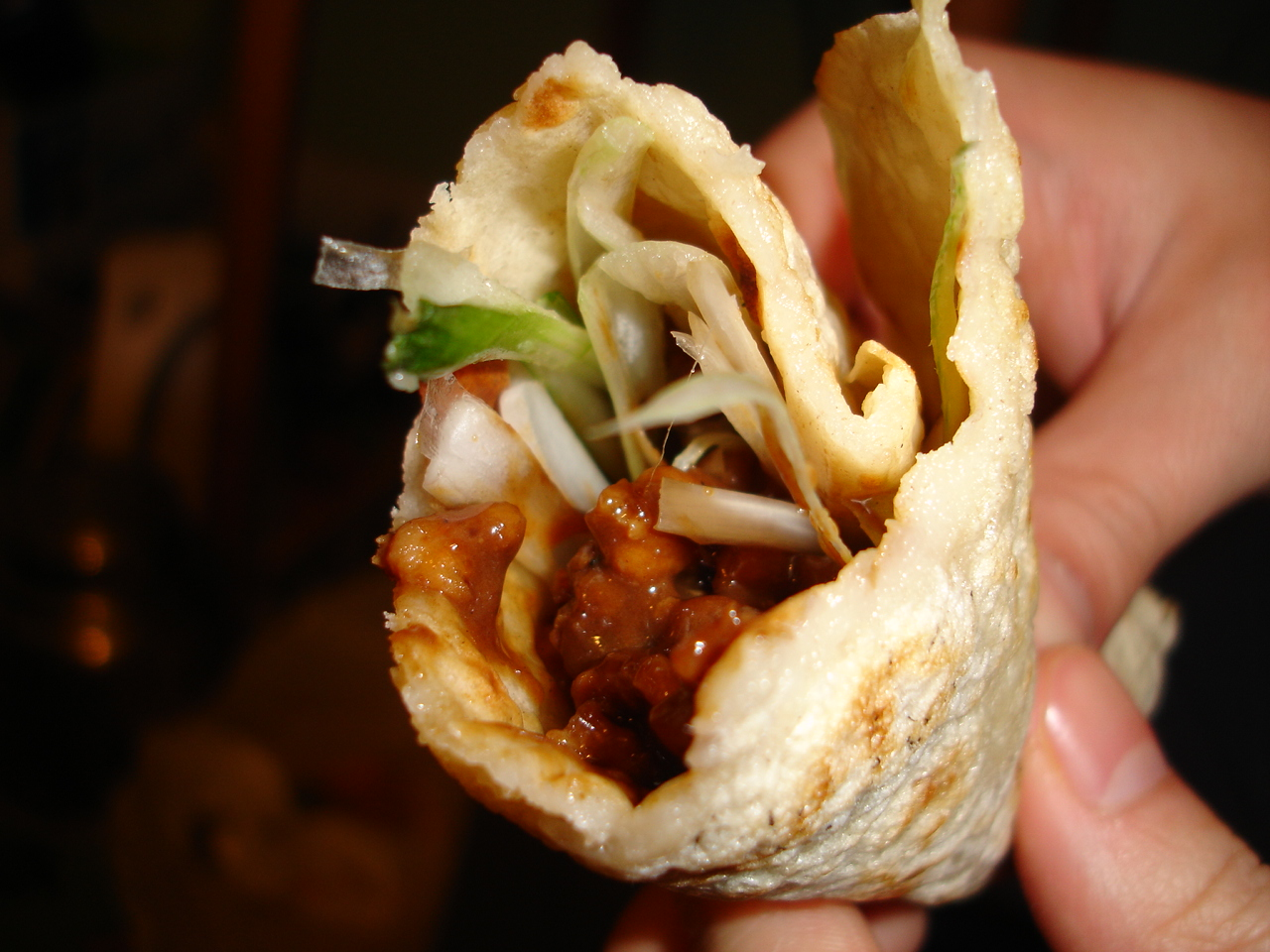
薄餅で包んだところ

京醤肉絲（ジンジャンロウスー）は、北京料理の1種。細切りにした豚ロース肉を炒めて、甜麺醤をベースにした甘いソースと絡めた料理である。
板状に成形した豆腐の「豆腐皮」、「干豆腐」や小麦粉を用いて焼いた「薄餅」にネギやキュウリと共に京醤肉絲を乗せ、包んで食されることが多いが、普通に飯のおかずとしても食される。
見た目は魚香肉絲に似る。